# Jon Walker
Jonathan Jacob «Jon» Walker (Hanover Park, Illinois; 17 de septiembre de 1985) es un músico estadounidense, conocido por ser el exbajista de la banda Panic! at the Disco, antes de su salida en 2009. Junto con el exguitarrista del grupo, Ryan Ross, fundó también la banda The Young Veins, de la que fue guitarrista y vocalista. Entre 2011 y 2012 lanzó tres EP y un álbum como solista.

## Biografía

### Primeros años
Walker nació el 17 de septiembre de 1985 en Hanover Park, Illinois. Asistió a la Bartlett High School en Chicago, y se hizo conocer en el mundo de la música de Chicago en 2003, cuando tenía diecisiete años, como bajista de reemplazo de la banda 504Plan. El grupo se separó poco después, y Walker luego realizó una gira con la banda The Academy Is... como técnico de guitarra y camarógrafo.

### Panic! at the Disco (2006-2009)
Walker se unió a la banda Panic! at the Disco en mayo de 2006 como reemplazo del bajista Brent Wilson, y estuvo presente con Panic! en los premios MTV Video Music Awards de 2006 cuando ganaron en la categoría de mejor vídeo por la canción «I Write Sins Not Tragedies», a pesar de no estar estado involucrado en su realización. Walker coescribió el álbum Pretty. Odd. y el disco en vivo ...Live In Chicago.
El 6 de julio de 2009 Walker y Ross anunciaron su retiro de la banda debido a «diferencias creativas». Ross afirmó que «la separación había estado en la mesa por algún tiempo. Simplemente nos tomó a todos algo de tiempo darnos cuenta de ello». De acuerdo con Ross, Walker, él y los demás miembros de Panic! estaban en buenos términos y seguían siendo buenos amigos. 

### The Young Veins (2009-2010)

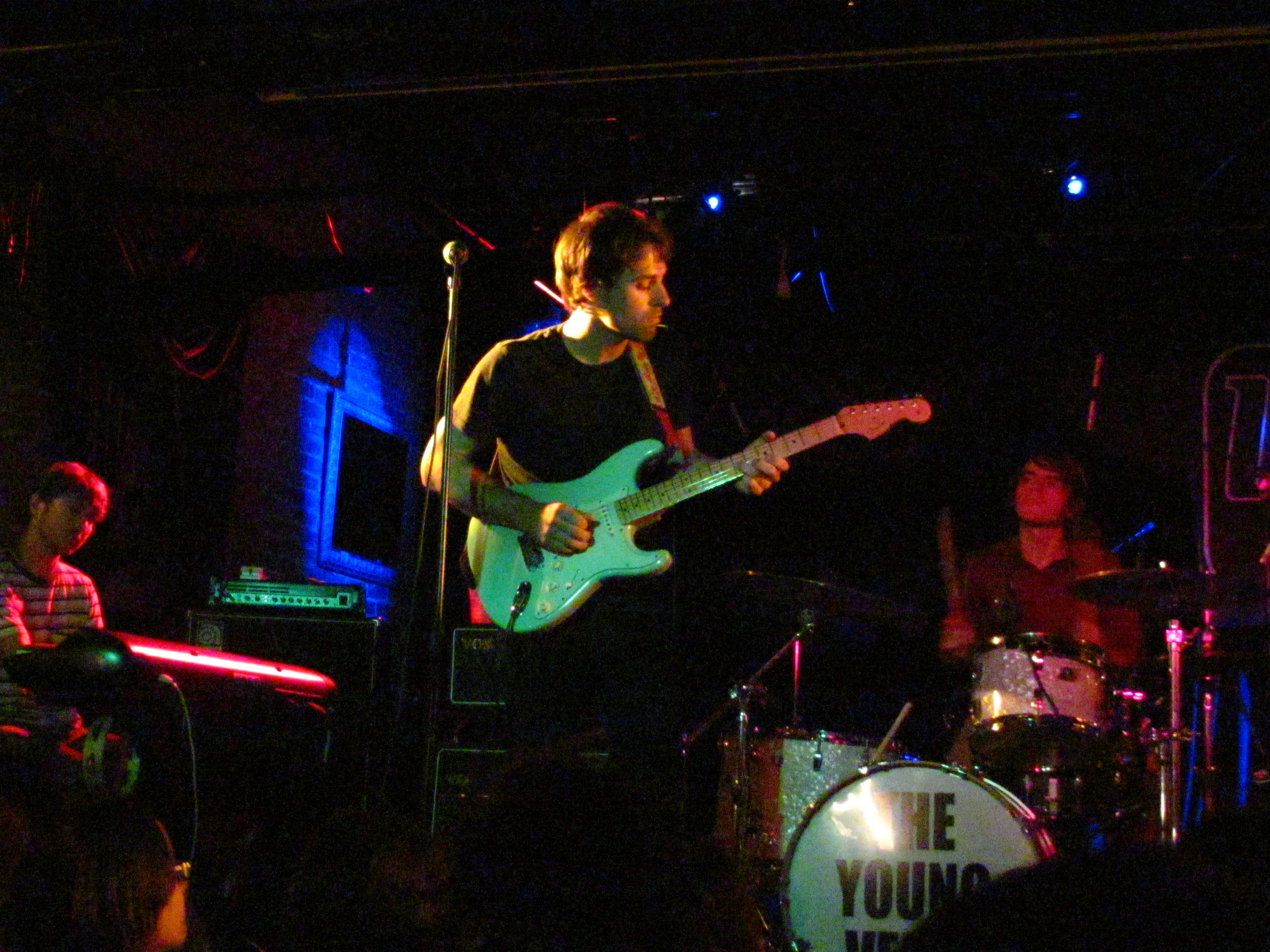
Walker en una presentación de The Young Veins en la ciudad de Nueva York, 2010.

El 15 de julio de 2009, en una entrevista para MTV, Ross afirmó que las canciones en las que él y Walker estaban trabajando eran «más cortas y más rápidas», y que eran mucho más «rock and roll que cualquier otra cosa». Ross y Walker grabaron con la ayuda de Alex Greenwald de la banda Phantom Planet, y el exteclista de Panic! at the Disco, Eric Ronick. Según Ross, él y Walker estaban tratando de lanzar un nuevo sencillo titulado, "Change". Sin embargo, Walker no estaba de acuerdo con que la discográfica Fueled by Ramen patrocinara su música, mientras que Ross sí. El 16 de octubre Ross reveló que el lanzamiento de su primer disco se retrasaría hasta que encontrasen una compañía discográfica dispuesta a auspiciarlo. La banda firmó con la compañía One Haven Music, y su álbum debut, Take a Vacation!, fue lanzado el 8 de junio de 2010. El 10 de diciembre The Young Veins entró en un período de receso.

### Carrera como solista (2011-presente)
En enero de 2011 Walker lanzó un EP titulado Home Recordings, un álbum llamado New Songs en octubre de 2011, un segundo EP, y Crazy Dream EP en noviembre de 2012.

## Otros proyectos
Walker apareció junto con en aquel entonces sus compañeros de Panic! at the Disco, Brendon Urie, Spencer Smith y Ryan Ross en el vídeo musical de la canción «Clothes Off!!» de la banda Gym Class Heroes. Los cuatro también aparecieron en el video musical de la canción «One of THOSE Nights», junto con los miembros de Fall Out Boy Patrick Stump y Pete Wentz.